# Dungeons & Dragons: Tower of Doom
Dungeons & Dragons: Tower of Doom (ダンジョンズ&ドラゴンズ タワーオブドゥーム?, Danjonzu & Doragonzu Tawā obu Dūmu), pubblicato da Capcom nel 1993, è il primo di due videogiochi arcade basati sui giochi di ruolo da tavolo Dungeons & Dragons, che hanno per ambientazione l'universo fantasy di Mystara. È un picchiaduro a scorrimento orizzontale con alcuni elementi RPG. Il gioco fu anche pubblicato su Sega Saturn, assieme al suo sequel, Dungeons & Dragons: Shadow over Mystara, sotto il titolo Dungeons & Dragons Collection, sebbene la versione Saturn limiti la giocabilità a soli due giocatori. Nel 2013, entrambi i giochi furono ridistribuiti per console moderne come Dungeons & Dragons: Chronicles of Mystara.

## Trama
La repubblica di Darokin è sotto il terribile assedio scatenato da un ingente numero di mostri. Quattro avventurieri, inviati da Lord Corwyn Linton per far luce sugli attacchi, scoprono che la mente è Deimos, un archi-lich. Così si faranno strada fino ad arrivare alla torre del malvagio per sconfiggerlo.

## Modalità di gioco
Tower of Doom è un picchiaduro a scorrimento che dispone di quattro differenti personaggi giocabili, in lotta contro gli iconici mostri di Dungeons & Dragons, i punti ferita variano a seconda del personaggio scelto. Si usano un joystick (per gli spostamenti) e due tasti (A per sparare e raccogliere oggetti, B per saltare).

### Eroi
- Il guerriero: l'eroe più bilanciato del gioco, armato di spada lunga. Ha una gran forza fisica e il maggior ammonto di energia, ma non può usare nessuna magia propria.
- L'elfo: un mago combattente, armato di spada corta; dispone di notevole forza fisica in meno rispetto al guerriero, ma ha ben sette magie arcane a sua disposizione.
- Il chierico: armato di mazza, ha abilità di combattimento comparabili a quelle dell'elfo. Può usare cinque magie arcane. È il più abile con lo scudo ed è in grado di bloccare diversi attacchi verticali che non possono parare gli altri personaggi; non può però usare armi da lancio.
- Il nano: armato di ascia, è il più potente personaggio nel combattimento ravvicinato grazie alle sue rapide combo: è resistente alla magia dei nemici ma non può usarne una propria.

### Boss
- il re degli orchi
- il Displacer Beast (una mostruosa pantera distorcente, in grado di creare illusioni ottiche)
- un troll, che si rigenera finché non viene bruciato
- un drago alato nero
- il temibile Shadow Elf (equivalente al drow di Mystara)
- una manticora
- l'enorme drago rosso Flamewing (un wyrm)
- un beholder
- i Mud Golem (una coppia di Golem gemelli)
- l'archi-lich Deimos, nemico finale del gioco

### Aree di gioco, armi e magie
Durante il gioco viene presentata una scelta dei percorsi da prendere per poter avanzare. Ogni percorso porta a una differente area, ed è impossibile visitare tutte le aree in una sola partita; ciò fa sì che tre dei boss - il Displacer Beast, il beholder e Flamewing - siano configurati come nemici opzionali. Shadow Elf, invece, andrà obbligatoriamente affrontato in due tempi. Il re degli orchi e il troll possono apparire anche una seconda volta, ma come miniboss. La manticora, infine, è presente in due diverse aree, ma la prima di queste non è tra le tappe obbligate del gioco.
La giocabilità è più complessa dei classici picchiaduro: in aggiunta agli attacchi base e al salto, vengono inclusi parate, attacchi rapidi, attacchi all'indietro; inoltre gli eroi possono accovacciarsi e ricorrere a tecniche di schivata. Bisogna inoltre usare prudenti tattiche, dato che molti nemici hanno le stesse abilità. Pugnali, martelli, frecce e olio bollente possono essere usati come armi da lancio, e alcuni nemici comuni possiedono simili armi. Le magie possono essere attuate attraverso anelli magici, ma solo due dei personaggi giocabili, elfo e chierico, dispongono anche di magie proprie.

## Colonna sonora
Le musiche del gioco sono firmate da tre compositori: Isao Abe, Takayuki Iwai e Hideki Okugawa.

## Sviluppo
Capcom e TSR si incontrarono nel gennaio 1992 per discutere la progettazione del gioco. Decisero di scrivere prima la trama, e realizzare quindi il gioco in base a essa. Una volta che il design iniziale del gioco fu completo, Alex Jimenez, dipendente della Capcom americana, lo tradusse nell'attuale scenario di Dungeons & Dragons e lo fece provare a un gruppo di giocatori selezionati a San Jose, riservando a sé stesso il ruolo di game master. La Capcom giapponese allora rivide lo scenario basandosi sulle reazioni dei giocatori.

## Conversioni
Capcom pubblicò entrambi i videogiochi di D&D come raccolta in due dischi su Sega Saturn intitolata Dungeons & Dragons Collection esclusivamente in Giappone. La conversione ha minori differenze nella giocabilità, dovuta anche alle limitazioni della console con un massimo di due giocatori invece degli originali quattro. Capcom annunciò al PAX East 2013 che avrebbe distribuito Tower of Doom e Shadow Over Mystara come parte di Dungeons and Dragons: Chronicles of Mystara Collection per Nintendo eShop, PlayStation Network, Xbox Live Arcade, e Microsoft Windows nell'estate del 2013.